# Морозово (Красногородская волость, до 2010 года — Граинская волость)
Морозово — деревня в Красногородском районе Псковской области России. Входит в состав Красногородской волости, до 2010 года входила в состав Граинской волости.
Расположена в центральной части района, в 16 км к востоку от районного центра, посёлка Красногородск, юго-восточнее от которого находится вторая одноимённая деревня.

## Население
Численность население деревни по оценке на конец 2000 года составляла 44 жителя, на 2010 год — 21 житель.

## История
До 3 июня 2010 года деревня входила в состав ныне упразднённой Граинской волости (с центром в д. Лукино).